# 高田焼 (美濃)
高田焼（たかたやき）とは、岐阜県多治見市高田町および小名田町を主たる産地とする陶器の総称であり、美濃焼の一種。高田陶磁器工業協同組合で生産される炻器土を原料としている。なお、熊本県で生産されている高田焼（こうだやき）とは名称が異なる。
江戸時代に、主に通い徳利として庶民に親しまれた、いわゆる源蔵徳利の生産地として特に有名。

## 原料
原料・陶土の採掘権を組合で所有する鉱山があり、高田焼ではそこで採掘される「青土（あおと）」を主原料に生産を行っている。この鉱山は、元来高田地区有(共有地)であったが、多治見市に移管後、契約に基づいてその利用権が組合に与えられている。埋蔵量には余裕があるものの、周辺丘陵地域の開発に伴い、今後、新たな鉱区の確保は難しいと考えられている。なお、製土量は、産地規模の減少に伴って1990年代に半減したが、2000年以降増加に転じており、これは焼酎ブーム等によって高田の主力商品である徳利や甕の生産が伸びたためである。
高田焼で用いられる陶土は炻器（せっき）土である。その特性は、きめが細かく粘りがあり、綿密に焼き固まることから強度があり、その上、焼きあがると吸水性がほとんどなくなるというものである。地元ではこれを青土（あおと）と呼んでいる。また、素焼きを施さずとも本焼成が可能なことから、ガス代・手間・時間等の節約につながり、約20～30％のコストダウンにつながっている。さらに、組合が供給しているため価格が安い。粘土の色という点で制約があるものの、このような原料供給によって、高田焼は焼酎容器などの雑器生産において、国内はもとより、輸送費を含めると中国等の外国製品に対しても比較優位性を確保できている。

## 主な製品
湯たんぽ、黒千代加や酒燗器、片口などの酒器、蚊やりなど。